# Yamaha Slider
Der Yamaha Slider ist ein 50-cm³-Motorroller von Yamaha. Er ist baugleich mit dem MBK Stunt.

## Geschichte
Der Roller wurde von 1999 bis 2004 von MBK gebaut. Zahlreiche Bauteile tragen den Namen MBK, selbst in den Fahrzeugpapieren wird MBK als Hersteller angegeben. Lediglich die unterschiedlich lackierten Verkleidungsteile und Aufkleber sowie der Vermarktungsname unterscheiden den Yamaha Slider vom MBK Stunt, der direkt von MBK verkauft wurde.

## Ausstattung
Der Slider ist mit einem 49-cm³-Zweitaktmotor ausgestattet, der 2,7 kW leistet. Das Vorderrad wird über eine Scheibenbremse, das Hinterrad über eine Trommelbremse gebremst. Gestartet werden kann der Slider über Elektro- oder Kickstarter. 
Der Tank fasst 6,5 Liter Kraftstoff. Das Zweitakt-Öl befindet sich in einem getrennten 1,1 Liter großen Extratank und wird automatisch dem Kraftstoff im Verhältnis 1:72 beigemischt. 
Im Gegensatz zu den meisten 50er-Rollern hat der Slider kein Helmfach unter dem Sitz. Es kann allerdings ein Gepäckträger und ein Topcase angebracht werden. 
Der Originalauspuff war mit einem Katalysator ausgestattet, der jedoch schnell verklebte, besonders wenn der Roller auf 25 km/h gedrosselt war. Viele Slider wurden deshalb mit einem Sportauspuff ausgestattet.
Selten für Roller dieser Generation ist, dass er noch einen Chokehebel am Lenker hat.

## Frühere und heutige Bedeutung
In den Jahren der Vermarktung war der Slider der günstigste von Yamaha angebotene Roller und unterschied sich von anderen Modellen vor allen Dingen durch sein im Vergleich schlicht und schlank wirkendes Design. In Deutschland ist der Rollertyp heute nur noch selten zu sehen. Neuere und futuristische Modelle von asiatischen Billigherstellern oder Modelle mit Viertaktmotor haben ihn verdrängt. In Ländern der ehemaligen Sowjetunion ist der Roller hingegen noch sehr beliebt.

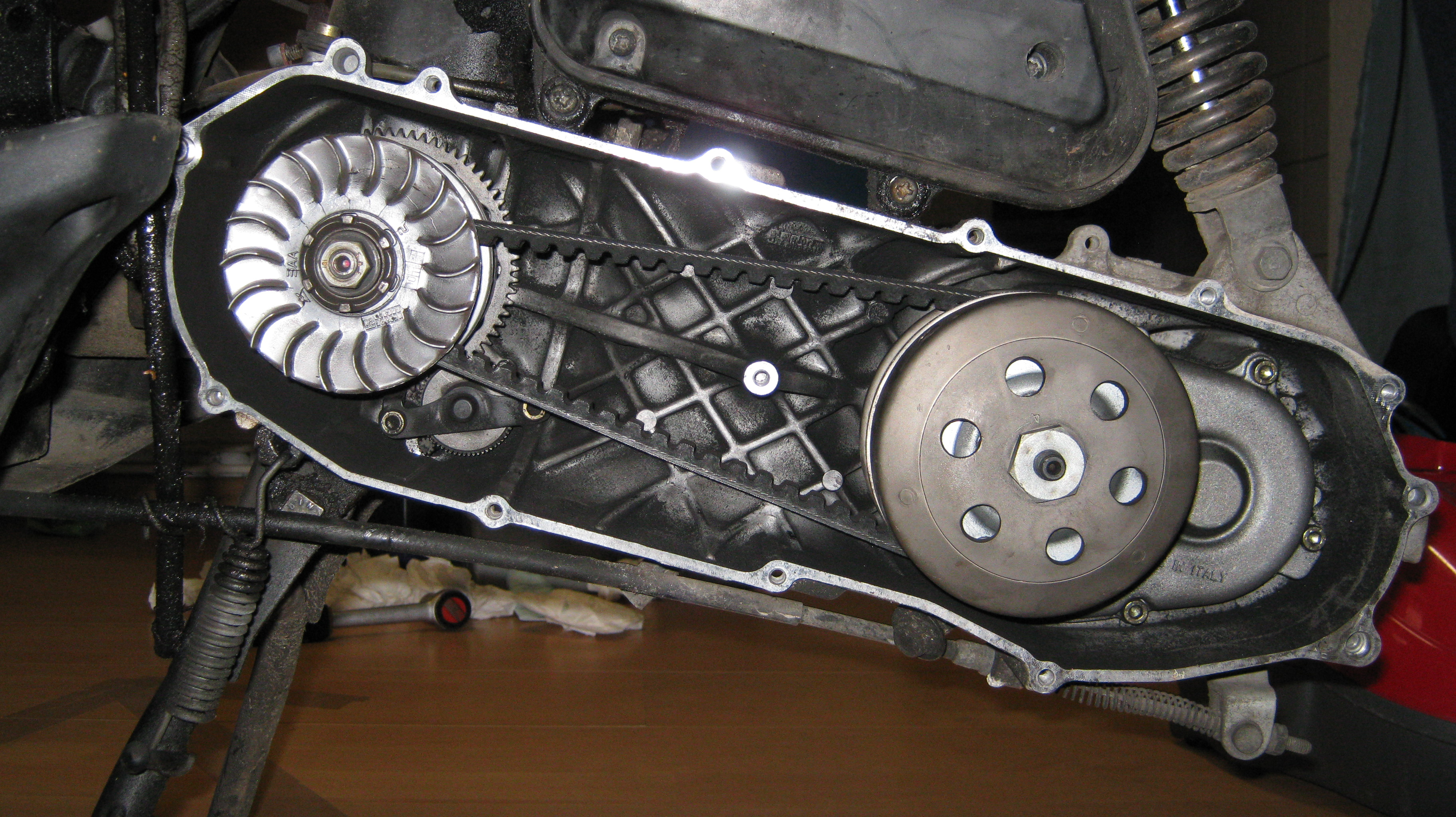
Automatik des Yamaha Slider mit geöffnetem Deckel
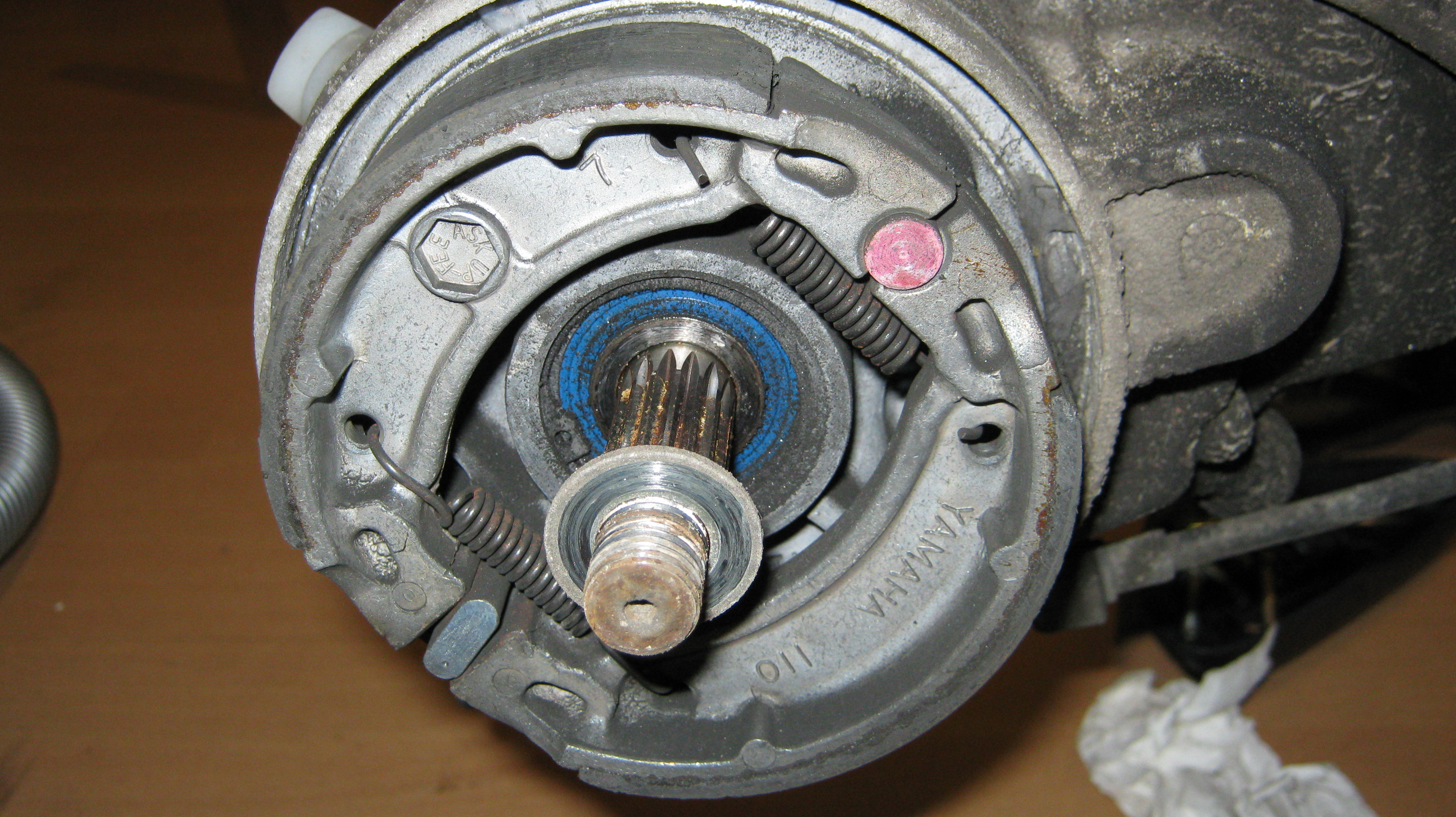
Trommelbremse bei abgezogenem Hinterrad